# Team Novo Nordisk/Saison 2024
Diese Liste beschreibt die Mannschaft und die Siege des Radsportteams Team Novo Nordisk in der Saison 2024.

## Mannschaft
| Teamkader 2024          | Teamkader 2024    | Teamkader 2024         | Teamkader 2024                       |
| Name                    | Geburtsdatum      | Land                   | Vorheriges Team                      |
| ----------------------- | ----------------- | ---------------------- | ------------------------------------ |
| Hamish Beadle           | 2. April 1998     | Neuseeland             | Team Novo Nordisk Development (2019) |
| Sam Brand               | 27. Februar 1991  | Vereinigtes Königreich | Team Novo Nordisk (2017)             |
| Stephen Clancy          | 19. Juli 1992     | Irland                 |                                      |
| Lucas Dauge             | 28. Dezember 1996 | Frankreich             |                                      |
| Quinten De Graeve       | 24. Januar 2000   | Belgien                | Team Novo Nordisk Development (2023) |
| Gerd de Keijzer         | 18. Januar 1994   | Niederlande            |                                      |
| Jan Dunnewind           | 8. Juli 1998      | Niederlande            | Team Novo Nordisk Development (2021) |
| Declan Irvine           | 11. März 1999     | Australien             |                                      |
| Matyáš Kopecký          | 19. Januar 2003   | Tschechien             | Acrog-Tormans/Balen BC (2021)        |
| Péter Kusztor           | 27. Dezember 1984 | Ungarn                 | My Bike-Stevens (2018)               |
| David Lozano            | 21. Dezember 1988 | Spanien                |                                      |
| Doriand Percrule        | 21. Mai 1999      | Frankreich             | Team Novo Nordisk Development (2023) |
| Andrea Peron            | 28. Oktober 1988  | Italien                |                                      |
| Alessandro Perracchione | 9. Februar 2005   | Italien                |                                      |
| Logan Phippen           | 10. Mai 1992      | Vereinigte Staaten     |                                      |
| Charles Planet          | 30. Oktober 1993  | Frankreich             |                                      |
| Antonio Polga           | 6. März 2025      | Italien                | Team Novo Nordisk Development (2023) |
| Umberto Poli            | 27. August 1996   | Italien                | Team Novo Nordisk Development (2016) |
| Filippo Ridolfo         | 8. Oktober 2001   | Italien                | Team Novo Nordisk Development (2021) |
| Nathan Smith            | 27. August 2000   | Vereinigtes Königreich | Team Novo Nordisk Development (2023) |
|                         |                   |                        |                                      |
| Quelle: ProCyclingStats |                   |                        |                                      |

## Siege
| Siege | Siege  | Siege | Siege  | Siege  | Siege |
| Datum | Rennen | Staat | Klasse | Sieger |       |
| ----- | ------ | ----- | ------ | ------ | ----- |

## UCI-Weltranglisten-Platzierungen
| UCI-Ranking | UCI-Ranking             | UCI-Ranking | UCI-Ranking |
| Fahrer      | Fahrer                  | Land        | Punkte      |
| ----------- | ----------------------- | ----------- | ----------- |
| 381.        | Matyáš Kopecký          | Tschechien  | 229 P.      |
| 2368.       | David Lozano            | Spanien     | 8 P.        |
| 2435.       | Alessandro Perracchione | Italien     | 6 P.        |
| 2617.       | Péter Kusztor           | Ungarn      | 5 P.        |
| 2835.       | Andrea Peron            | Italien     | 3 P.        |
| 2995.       | Hamish Beadle           | Neuseeland  | 3 P.        |